# Sole (zone)
Pour les articles homonymes, voir Sole (homonymie).
La zone Sole est une zone de météorologie marine des bulletins larges de Météo-France située à ouest de la Manche. Elle s'étend de 48°27'N à 50°N et de 6°5'W à 15°W. Elle est bordée par les zones de :
- Shannon au nord-ouest
- Fastnet au nord-est
- Pazenn au sud

Elle doit son nom au banc marin qui se situe dans ces parages.